# 第②成長記
「第②成長記」是日本的女子偶像組合Berryz工房的第2枚原創專輯。於2005年11月16日發行。唱片公司為PICCOLO TOWN。

## 概要
- 與上一張專輯「1st 超Berryz」相距約1年4個月。
- 收錄第4張單曲「Happiness ～幸福歡迎!～」至第8張單曲「到21時為止的灰姑娘」，一共5首A面曲。
- 此專輯是Berryz工房以七人形式參與演唱，成員石村舞波只參與五首曲目（Happiness ～幸福歡迎!～、戀愛咒縛、Special Generation、這是怎樣的戀愛 YOU KNOW?、到21時為止的灰姑娘）。
- 本作分「初回限定盤」和「CD盤」2種版本
- 在11月28日於公信榜專輯週排行榜取得第19位。

## 收錄內容

### CD（初回限定盤・CD盤）
1. Special OP（スッペシャルOP）
（編曲：湯浅公一）
2. Special Generation（スッペシャル ジェネレ〜ション）
（作詞・作曲：淳君 編曲：馬飼野康二）
6th單曲
3. 這是怎樣的戀愛 YOU KNOW? (なんちゅう恋をやってるぅ YOU KNOW?)
（作詞・作曲：淳君 編曲：平田祥一郎）
7th單曲・動畫「パタリロ西遊記!」片尾曲
4. 女子籃球部 〜早上練習時的髪型〜（女子バスケット部〜朝練あった日の髪型〜）
（作詞・作曲：淳君 編曲：田中直）
5. 戀愛咒縛（恋の呪縛）
（作詞・作曲：淳君 編曲：平田祥一郎）
5th單曲
6. 中午的休息時間。（お昼の休憩時間。）
（作詞・作曲：淳君 編曲：平田祥一郎）
7. Happiness～幸福歡迎！～（ハピネス 〜幸福歓迎!〜）
（作詞・作曲：淳君 編曲：守尾崇）
4th單曲
8. 翹課 (さぼり)
（作詞・作曲：淳君  編曲：平田祥一郎）
9. 到21時為止的灰姑娘 （21時までのシンデレラ）
（作詞・作曲：淳君]編曲：小西貴雄）
8th單曲・成員石村舞波的畢業單曲
10. 把我愛的人的名字記在我的日記裏（愛する人の名前を日記に）
（作詞・作曲：淳君 編曲：松下典由）
11. Berryz工房行進曲
（作詞・作曲：淳君 編曲：鈴木俊介）
12. Special ED（スッペシャルED）
（編曲：湯浅公一）